# Логи (спутник)
Ло́ги — нерегулярный спутник Сатурна, известный также как Сатурн XLVI.

## Открытие
Был обнаружен на фотографиях, сделанных телескопом «Субару» в период с 5 января по 30 апреля 2006 года Скоттом Шеппардом, Дэвидом Джуиттом, Дженом Клина, Брайаном Марсденом; сообщение об этом опубликовано 26 июня 2006 года. Первоначально присвоено временное обозначение S/2006 S 5. Затем в апреле 2007 года официально дано собственное имя Логи в честь огненного гиганта из скандинавской мифологии.

## Орбита
Логи совершает полный оборот вокруг Сатурна за 1 312 дней. Орбита имеет радиус более 23 млн км, эксцентриситет 0,187 и наклон к эклиптике 167,9°.

## Физические характеристики
Диаметр Логи составляет около 6 км.